# Chua Ťien-min
Chua Ťien-min (čínsky pchin-jinem Huá Jiànmǐn, znaky zjednodušené 华建敏; * 17. ledna 1940) je bývalý čínský komunistický politik, státní poradce a generální sekretář státní rady (obojí 2003–2008), později místopředseda stálého výboru Všečínského shromáždění lidových zástupců (parlamentu, 2008–2013) a předseda Čínského červeného kříže (2009–2015). V letech 2002–2012 byl členem ústředního výboru Komunistické strany Číny. Původně inženýr a odborník na turbíny v šanghajských výzkumných ústavech se vypracoval na ředitele jedné ze šanghajských energetických firem a roku 1991 přešel do šanghajské městské správy, v letech 1994–1996 byl jedním z místostarostů města. Od roku 1996 působil v centrálních úřadech v Pekingu.

## Život
Chua Ťien-min se narodil 17. ledna 1940 v Šanghaji. Studoval na střední škole ve Wu-si, od roku 1957 navštěvoval univerzitu Čching-chua v Pekingu, absolvoval v oboru plynové turbíny v roce 1963, už roku 1961 vstoupil do Komunistické strany Číny. Po absolutoriu pracoval ve výzkumném ústavu turbín a kotlů v Šanghaji a pak ve výzkumném ústavu Šanghajských turbínových závodů, začínal v nich jako technik, postupně se vypracoval a začátkem 80. let už byl zástupcem ředitele ústavu. Roku 1982 absolvoval stáž u společnosti Westinghouse v USA. Poté zaujímal místa vedoucího vědeckého odboru a zástupce ředitele Šanghajského ústavu pro projektování energetických zařízení.
V letech 1984–1986 studoval na ústřední stranické škole v Pekingu, pak rok pracoval v hlavním úřadu ústředního výboru KS Číny. Roku 1987 se vrátil do Šanghaje a stal se generálním ředitelem energetické společnosti Šen-neng. V roce 1991 přešel do regionální administrativy, když se stal místopředsedou šanghajské městské plánovací komise. V roce 1993 převzal vedení šanghajské městské plánovací komise a stal se zástupcem tajemníka šanghajského městského výboru KS Číny pro ekonomiku; od roku 1994 působil jako místostarosta Šanghaje.
V roce 1996 byl Chua Ťien-min převeden do ústředních úřadů v Pekingu jako zástupce vedoucího úřadu ústřední skupiny KS Číny pro finance a ekonomiku; v roce 1998 byl povýšen na vedoucího úřadu skupiny. Na XVI. sjezdu KS Číny v listopadu 2002 byl zvolen členem ústředního výboru (byl znovuzvolen na následujícím sjezdu roku 2007, ve funkci zůstal do roku 2012). Ve vládě Wen Ťia-paoa sestavené v březnu 2003 byl jmenován státním poradcem (úřad o stupeň nižší než místopředseda vlády) a generálním sekretářem státní rady. Současně zastával funkci prezidenta Národní školy administrativy. Ve vládě zůstal do konce jejího funkčního období v březnu 2008, kdy byl zvolen místopředsedou stálého výboru Všečínského shromáždění lidových zástupců (parlamentu). Roku 2009 byl navíc zvolen i předsedou Čínské společnosti Červeného kříže. Místopředsedou parlamentu zůstal jedno volební období, do března 2013, Červený kříž vedl do roku 2015.